# WWE・NXT
NXTはアメリカのプロレス団体WWE傘下の育成ブランドである。本ブランドは同名の毎週放送の2時間のプロレス番組を持ち、米国ではUSAネットワークで放送されている。また、レスラーらがRAWやSmackDownといったメインロースターに昇格する前の育成の場としての役割も持つ。本ページではブランドとTV番組としてのNXTの両方を扱う。
フロリダ州オーランドにあるWWEが所有するトレーニング施設であるWWEパフォーマンスセンターを本拠地としつつ、時折米国内や国外へのツアーを行っている。

## 概要
2012年にWWEの下部団体FCWが新人発掘番組であったNXTと統合されて再始動する。これが育成ブランドとしてのNXTの始まりである。
2014年からテイクオーバーシリーズと称されるNXTのレスラーらが出場する特番が年4～5回程度の頻度で定期的に開催されるようになるが、特にこの頃のNXTは質の高い試合やストーリー展開により、ファンや批評家から単なる育成機関ではない独自のブランドとして高く評価されている。
NXTは女子レスラーの活躍でも注目を集めた。2010年代前半までWWEにおいて女子レスラーはショーの中心となる男子レスラーと異なり、ディーヴァと称されるルックスや華やかさが試合技術より重視されるような役割を担い、試合時間の長さや質は男子と比べて劣るとみなされていたが、そんな中2015年頃のNXTでは20分を超えるような試合時間の女子の試合もしばしばみられ、男子レスラーと同様に試合技術を評価される場でもあった。特に2015年10月の特番TakeOver: Respectのメインイベントの30分アイアンマンマッチ形式のNXT女子王座戦、ベイリーvsサーシャ・バンクスはその試合内容だけでなく、女子レスラーが特番のメインイベントを飾ったという点でも大きな話題を呼んだ
。
元々はWWEのサブスクリプション・サービスであるWWEネットワークで録画配信されていたが、2019年9月以降米ではTV局USAネットワークで生中継されている。
2021月9月には番組名が「NXT 2.0」に改題されたが翌年には「NXT」に戻っている。
2024年には米国の団体であるTNAとの業務提携が開始され、以降互いの大会に選手が出場し合うといった交流が行われ始めている。
2025年現在日本国内ではAbemaが録画放送をしている。

## 日本人レスラーの活動
NXT女子王座はASUKA、紫雷イオ (現:イヨ・スカイ)、カイリ・セイン、ジュリアが戴冠歴があり、特にASUKAは2016年4月にNXT女子王座を獲得すると、2017年8月に負傷により返上するまで歴代最長となる510日間王座を防衛した。また男子では2016年にNXT王座を中邑真輔が2度獲得している。

## タイトルホルダー
| タイトル              | 保持者                              |
| --------------------- | ----------------------------------- |
| NXT王座               | オバ・フェミ                        |
| NXT女子王座           | ジェイシー・ジェイン                |
| NXTタッグ王座         | タンク・レジャー ハンク・ウォーカー |
| NXT北米王座           | イーサン・ペイジ                    |
| NXT女子北米王座       | ソル・ルカ                          |
| NXTヘリテージ・カップ | レクシス・キング                    |

## スタッフ
- エイバ（Ava）（シモーネ・ジョンソン）
- キャニオン・シーマン（Canyon Ceman）
- クリスティー・セントクラウド（Christy St. Cloud）
- サラ・アマート（Sara Amato）（サラ・デル・レイ）
- ジェレミー・ボラッシュ（Jeremy Borash）
- ジョージ・キャロル (George Carroll)
- ショーン・マイケルズ（Shawn Michaels）
- ジョニー・ルッソ (Johnny Russo)
- スティーブ・カーン（Steve Keirn）
- スティーブ・コリノ（Steve Corino）
- テリー・テイラー（Terry Taylor）
- ナイジェル・マッギネス (Nigel McGuinness)
- ニック・ボナノ (Nick Bonnano)
- ノーマン・スマイリー（Norman Smiley）
- ハートリー・ジャクソン（Hartley Jackson）
- バイロン・サクストン（Byron Saxton）
- ブルース・プリチャード (Bruse Prichard)
- ベス・フェニックス（Beth Phoenix）（フェニックス、ファビュラス・ファイアバード、ファイアバード）
- マット・ウィクリンスキー（Matt Wichlinski）
- マット・ブルーム（Matt Bloom）（プリンス・アルバート、Aトレイン、ジャイアント・バーナード、テンサイ、ジェイソン・アルバート)
- マックス・ペルハム（Max Pelham）（ミッキー・キーガン、マックス・バウアー）
- ライアン・カッツ (Ryan Katz)
- ライアン・ワード（Ryan Ward）
- リッキー・スティムボート（Ricky Steamboat）
- ロビー・ブルックサイド（Robbie Brookside）
- ロブ・ネイラー（Rob Naylor）

## WWEに輩出した所属選手（スーパースター）

### 男子選手
- EC3（デリック・ベイトマン、イーサン・カーター3世）
- JDマクドナー（JD McDonagh）（アギーラ・アルトワ、アギーラⅡ、フランク・デビッド、ジョーダン・デブリン）
- LAナイト（LA Knight）（デュース、ディック・リック・レイキス、ディック・リック、ショーン・リッカー、スレート・ランドール、イーライ・ドレイク）
- アイバー（Ivar）（ハンソン）
- アカム（Akam）（サニー・ディンサ）
- アダム・ローズ（Adam Rose）（レオ・クルーガー）
- アポロ・クルーズ（Apollo Crews）（ウーハー・ネイション）
- アリスター・ブラック（Aleister Black）（トミー・エンド）
- アレクサンダー・ウルフ（Alexander Wolfe）（アクセル・ティスチャー）
- アレクサンダー・ルセフ（Alexander Rusev）
- アンジェロ・ドーキンス（Angelo Dawkins）
- アンドラーデ "シエン" アルマス（Andrade "Cien" Almas）（ラ・ソンブラ）
- イライアス・サムソン（Elias Samson）（ローガン・シューロ）
- イリヤ・ドラグノフ（Ilja Dragunov）（デイビー・アメリカン）
- ヴィア・マハーン（Veer Mahaan）（リンクゥ・シン、リンクゥ、ヴィア）
- ウェスリー・ブレイク（Wesley Blake）（コリー・ウェストン、ブレイク）
- ウンベルト・カリーヨ（Humberto Carrillo）（ウルティモ・ニンジャ）
- エイデン・イングリッシュ（Aiden English）（マット・マーキー）
- エグゼビア・ウッズ（Xavier Woods）（コンシクエンス・クリード、オースティン・クリード）
- エリック（Erik）（レイ・ロウ、レイモンド・ロウ、ロウ）
- エリック・ヤング（Eric Young）
- エリック・ローワン（Erick Rowan）（ソルーフ・マリウス）
- エルトン・プリンス（Elton Prince）（ルイス・ハウリー）
- エンジェル・ガーサ（Angel Garza）（ガルサ・ジュニア、エル・イホ・デ・ニンジャ）
- エンツォ・アモーレ（Enzo Amore）
- オニー・ローキャン（Oney Lorcan）（クリス・ジラード、ビフ・ビューシック）
- オースチン・エリーズ（Austin Aries）
- オースティン・セオリー（Austin Theory）
- オーティス・ドーゾビッチ（Otis Dozovic）（ニコ・ボゴイェビッチ）
- オデッセイ・ジョーンズ（Odyssey Jones（オマリ・パーマー）
- カーメロ・ヘイズ（Carmelo Hayes）（クリスチャン・カサノバ）
- カリオン・クロス（Karrion Kross）（キラー・クロス、ケビン・クロス）
- カリスト（Kalisto）（サムライ・デル・ソル）
- キース・リー（Keith Lee）
- キット・ウィルソン（Kit Wilson）（サミー・スムース、サム・ストーカー）
- キリアン・デイン（Killian Dain）（ビッグ・ダモ）
- キャメロン・グライムス（Cameron Grimes）（トレバー・リー）
- グレイソン・ウォーラー（Grayson Waller）
- グンター（Gunther）（ウォルター）
- ケビン・オーエンズ（Kevin Owens）（ケビン・スティーン）
- コナー（Konnor）（ライアン・オライリー、コナー・オブライエン）
- コリン・キャサディ（Colin Cassady）
- サイモン・ゴッチ（Simon Gotch）（ライアン・ドラゴ）
- サミ・ゼイン（Sami Zayn）（エル・ジェネリコ）
- サモア・ジョー（Samoa Joe）（キング・ジョー）
- サンガ（Sanga）（サラブ・グルジャール）
- ジェイソン・ジョーダン（Jason Jordan）
- シェイン・ソーン（Shane Thorne）（シェイン・ヘイスト）
- ジャクソン・ライカー（Jaxson Ryker）（ガンナー、フィル・シャッター、チャド・レイル）
- ジュリアス・クリード（Julius Creed）
- ジョー・ゲイシー（Joe Gacy）（ゼロックス、サイコ・ジョー）
- スコット・ドーソン（Scott Dawson）（KCアンダーソン）
- スティーブ・カトラー（Steve Cutler）（トミー・マクリーン）
- セス・ロリンズ（Seth Rollins）（タイラー・ブラック）
- ダイジャック（Dijak）（ドノヴァン・ダイジャック、ドミニク・ダイジャコビッチ、Tバー）
- タイラー・ブリーズ（Tyler Breeze）（マイク・ダルトン）
- タイラー・ベイト（Tyler Bate）（アーサー・クラウザー＝サクソン）
- タッカー・ナイト（Tucker Knight）
- ダッシュ・ワイルダー（Dash Wilder）（スティーブン・ウォルターズ）
- ダミアン・プリースト（Damian Priest）（パニッシュメント・マルティネス、パニッシャー・マルティネス、ダミアン・マルティネス）
- チャド・ゲイブル（Chad Gable）
- ディーン・アンブローズ（Dean Ambrose）（ジョン・モクスリー）
- ディルシャー・シャンキー（Dilsher Shanky）
- トマソ・チャンパ（Tommaso Ciampa）
- ドラゴン・リー（Dragon Lee）（リュウ・リー）
- 中邑真輔（Shinsuke Nakamura）
- ネヴィル（Neville）（エイドリアン・ネヴィル、PAC）
- ノー・ウェイ・ホセ（No Way Jose）（マニー・ガルシア）
- バディ・マーフィー（Buddy Murphy）（マット・シルバ、マーフィー）
- バロン・コービン（Baron Corbin）
- ビクター（Viktor）（ザ・シャドウ、リック・ビクター）
- ビッグ・E・ラングストン（Big E Langston）（ビッグ・E）
- ヒデオ・イタミ（Hideo Itami）（KENTA）
- ファンダンゴ（Fandango）（ジョニー・カーティス）
- フィン・ベイラー（Finn Bálor）（プリンス・デヴィット）
- ピート・ダン（Pete Dunne）（ピーター・イングランド、ストリートファイター・ケン、タイガー・キッド）
- ブラウン・ストローマン（Braun Strowman）（アダム・シェル）
- ブラッド・マドックス（Brad Maddox）
- ブルータス・クリード（Brutus Creed）
- ブロン・ブレイカー（Bron Breakker）（ブロンソン・レックスタイナー）
- ボー・ダラス（Bo Dallas）（ボー・ロトンド）
- ボビー・ルード (Bobby Roode)（ロバート・ルード）
- マット・リドル（Matt Riddle）
- マンスール（Mansoor）
- モジョ・ローリー（Mojo Rawley）
- モンテス・フォード（Montez Ford）
- ラーズ・サリバン（Lars Sullivan）（ディラン・マイリー）
- ルドウィグ・カイザー（Ludwig Kaiser）（アクセル・ディーター・ジュニア、マーセル・バーセル）
- リオ・ラッシュ（Lio Rush）
- リコシェ（Ricochet）（プリンス・ピューマ、ヘリオス）
- リック・ブーゲス（Rik Bugez）（エリック・ブーゲンハーゲン）
- リッチ・スワン（Rich Swann）
- リディック・モス（Riddick Moss）
- ルーク・ハーパー（Luke Harper）（ブロディ・リー）
- レーザー（Rezar）（ギジム・セルマーニ）
- ロマン・レインズ（Roman Reigns）（リーキー）

### 女子選手
- アイビー・ナイル（Ivy Nile）（エミリー・アンズリス）
- アイラ・ドーン（Isla Dawn）
- アスカ（Asuka）（華名）
- アルバ・ファイア（Alba Fyre）（ケイ・リー・レイ）
- アレクサ・ブリス（Alexa Bliss）
- インディ・ハートウェル（Indi Hartwell）（サマンサ・デ・マーティン）
- エマ（Emma）
- エレクトラ・ロペス（Elektra Lopez）
- エンバー・ムーン（英語版）（Ember Moon）（エイドリアン・リース、アテナ）
- カーメラ（Carmella）
- カイリ・セイン（Kairi Sane）（宝城カイリ）
- カタナ・チャンス（Katana Chance）（ケイシー・カタンザーロ）
- キアナ・ジェームズ（Kiana James）（ケイラ・インレイ）
- ケイデン・カーター（Kayden Carter）（レイシー・レイン）
- サーシャ・バンクス（Sasha Banks）（メルセデスKV）
- サマー・レイ（英語版）（Summer Rae）（ダニエル・モイネット）
- サラ・ローガン（Sarah Logan）（クレイジー・マリー・ドブソン）
- シャーロット（Charlotte）（アシュリー・フレアー）
- シェイナ・ベイズラー（Shayna Baszler）
- ショッツィ（英語版）（Shotzi）（ピッツァ・キャット、ショッツィ・ブラックハート）
- ゼリーナ・ベガ（英語版）（Zelina Vega）（ロシータ、ティア・トリニダード）
- ゾーイ・スターク (Zoey Stark）
- ソーニャ・デヴィル（英語版）（Sonya Deville）（ダリア・ベレナト）
- チェルシー・グリーン（Chelsea Green）（チェルシー、ジェイダ、ローレル・ヴァン・ネス、レクルーサ、ミーガン・ミラー）
- ティーガン・ノックス（英語版）（Tegan Nox）（ニクソン・ニューウェル、ステファニー・ニューウェル）
- デイナ・ブルック（英語版）（Dana Brooke）（アシュリー・セベラ）
- ティファニー・ストラットン（Tiffany Stratton）
- トニー・ストーム（Toni Storm）
- ナイア・ジャックス（Nia Jax）
- ニッキー・クロス（Nikki Cross）（ニッキー・ストーム）
- ジェシー・マッケイ（英語版）（Jessie McKay）（ジェシー、ビリー・ケイ）
- ビアンカ・ベルエア（Bianca BelAir）（ビアンカ・ブレア、ビンキー・ブレア）
- ブレア・ダベンポート（Blair Davenport）（ベアトリス・セント・クレア・プレストリー、ビー・プレストリー）
- ペイトン・ロイス（英語版）（Peyton Royce）（KCキャシディ）
- ペイジ（Paige）
- ベイリー (Bayley)
- ベッキー・リンチ（Becky Lynch）
- マンディ・ローズ（Mandy Rose）
- ライラ・ヴァルキュリア (Lyra Valkyria）(イーファ・ヴァルキリー)
- ラケル・ロドリゲス（英語版）（Raquel Rodriguez）（ラケル・ゴンザレス、レイナ・ゴンザレス、ビクトリア・ゴンザレス）
- ラナ（英語版）（Lana）（キャサリン・ペリー）
- リア・リプリー（Rhea Ripley）
- リヴ・モーガン（Liv Morgan）（マーリー）
- リタリエイション（Retaliation）（メルセデス・マルチネス）
- ルビー・ライオット（Ruby Riot）（ヘイディ・ラブラス）
- レイシー・エヴァンス（英語版）（Lacey Evans）（メイシー・エストレラ、メイシー・エヴァンス、ルビー、ルビー・モッブス）
- レコニング（Reckoning）

## 歴代所属選手（スーパースター）

### 男子選手
- CJパーカー（CJ Parker）（ジュース・ロビンソン）
- KUSHIDA（Kushida）
- ZZ（ザマリア・ルーペ）
- アッシャー・ヘイル（Asher Hale）（アンソニー・ヘンリー）
- アダム・コール（Adam Cole）
- アダム・マーサー（Adam Mercer）
- アリ・スターリング（Ari Sterling）（アレックス・ゼイン）
- アルトゥーロ・ルアス（Arturo Ruas）（アドリアン・ジャウジ）
- アマンプリート・シン（Amanpreet Singh）（コーヤ、マハーバリ・シェラ）
- アレクサンダー・ジャクシック（Aleksandar Jaksic）
- イケメン二郎（Ikemen Jiro）（黒潮"イケメン"二郎、黒潮二郎）
- ヴォン・ワグナー（Von Wagner）（カル・ブルーム）
- エズラ・ジャッジ（Ezra Judge）（EJエンドゥカ）
- オーガスト・グレイ（August Grey）（アンソニー・グリーン）
- オスカー（Oscar）（マグノ）
- オニー・ローキャン（Oney Lorcan）（クリス・ジラード、ビフ・ビューシック）
- オリバー・グレイ（Oliver Grey）（ジョエル・レッドマン）
- カート・スタリオン（Curt Stallion）
- カイル・オライリー（Kyle O'Reilly）
- カシアス・オーノ（Kassius Ohno）（クリス・ヒーロー）
- カル・ビショップ（Cal Bishop）
- キシャン・ラフター（Kishan Raftar）
- ギャレット・ディラン（Garrett Dylan）
- キング・コンスタンティン（King Constantine）（ラドミル・ペトコビッチ）
- クインシー・エリオット（Quincy Elliott）（コンゴ・クラッシュ、リル・アタリ、ミグ）
- クリス・アトキンズ（Chris Atkins）
- グル・ラージ（Guru Raaj）
- ゲイブリエル・イーリー（Gabriel Ealy）
- ゲイブル・スティーブソン（Gable Steveson）
- ケネス・キャメロン（Kenneth Cameron）（ブラム）
- コール・アンドリュース（Cole Andrews）
- コナ・リーブス（Kona Reeves）（ノア・ポトジェス）
- ザイオン・クイン（Xyon Quinn）（ダニエル・ビド）
- ジート・ラマ（Jeet Rama）
- ジェームズ・ブロンソン（James Bronson）
- ボディ・ヘイワード（Bodhi Hayward）
- ジェイク・アトラス（Jake Atlas）
- ジェイク・カーター（Jake Carter）（ジェシー・ホワイト）
- ジェイソン（Jason）
- ジャイアント・ザンジーア（Giant Zanjeer）
- ジャガー・リード（Jagger Reid）（JDサスーン、ジェームス・ドレイク）
- ジューダス・デブリン（Judas Devlin）
- ジョシュ・ウッズ（Josh Woods）（プレストン・カニンガム・ジュニア）
- ジョーダン・マイルズ（Jordan Myles）（ACH、ACリロイ）
- シルベスター・ルフォー（Sylvester Lefort）
- ステイシー・アービン（Stacey Ervin）
- ゼカリア・スミス（Zechariah Smith）
- セザル・ボノーニ（Cezar Bononi）（V8）
- ソーヤー・フルトン（Sawyer Fulton）
- ソロモン・クロウ（Solomon Crowe）（サミ・キャラハン）
- タイラー・ラスト（Tyler Rust）（ラスト・テイラー、ライアン・テイラー、ラス・テイラー）
- ダニー・バーチ（Danny Burch）
- ダバ=カト（Dabba-Kato）（ババテュンデ、コマンダー・アズィーズ）
- ダラス・ハーパー（Dallas Harper）
- ダンテ・ダッシュ（Dante Dash）
- チェイス・ドノヴァン（Chase Donovan）
- チェイス・パーカー（Chase Parker）（スコット・パーカー）
- チャド・バクスター（Chad Baxter）
- ティアン・ビン（Tian Bing）（王彬）
- ティノ・サバテリ（Tino Sabbatelli）（サビー・ピシテリ）
- ティモシー・サッチャー（Timothy Thatcher）
- デクスター・ルミス（Dexter Lumis）（サミュエル・ショー、サム・ショー、スリック・スレイジー、ループス）
- デスモンド・トロイ（Desmond Troy）（デンゼル・デジャーネット）
- デーモン・ケンプ（Damon Kemp）
- トニー・ブリッグス（Tony Briggs）（ブライアン・タネン）
- トーマス・キングドン（Thomas Kingdon）
- トラヴィス・タイラー（Travis Tyler）
- ドラコ・アンソニー（Draco Anthony）（ブレイク・コルテズ）
- ドリアン・マック（Dorian Mak）（ダン・マタ）
- ドリュー・グラック (Drew Gulak)  (グラック、ショルダー・アント)
- トレイ・バクスター（Trey Baxter）（ブレイク・クリスチャン）
- トレイ・ベアヒル (Trey Bearhill)
- トロイ・ドノヴァン（Troy Donovan）（コール・マッキンニー、コール・カーター）
- トロイ・マクレイン（Troy McClain）
- ナックルズ・マドセン（Knuckles Madsen）
- ナッサー・アルルウェヤー（Nasser Alruwayeh）
- ナッシュ・カーター (Nash Carter)（ザッカリー・ウェンツ）
- ニコラス・オガレリ（Nicholas Ogarelli）
- ニック・ミラー（Nick Miller）（マイキー・ニコルス）
- ニック・ロジャース（Nick Rogers）
- ハーランド（Harland）
- ハチマン（Hachiman）（鈴木秀樹）
- ピーター・ハワード（Peter Howard）
- ヒューゴ・ノックス（Hugo Knox）（ステュアート・トムリンソン）
- ファイサル・カーディ（Faisal Kurdi）
- フセイン・アルダガル（Hussain Aldagal）
- ルー・フェン（Ru Feng）
- ブライリー・ピアース（Briley Pierce）
- ブル・デンプシー（Bull Dempsey）（スミス・ジェームス）
- ブロンソン・マシューズ（Bronson Mathews）（ジョシュ・ブレドル）
- ブロンソン・リード（Bronson Reed）（ジョナ・ロック）
- ベルベティーン・ドリーム（Velveteen Dream）（パトリック・クラーク）
- ボア（Boa）（ビッグ・ボア）
- ボビー・フィッシュ（Bobby Fish）
- マーカス・ルイス（Marcus Louis）
- マーズ（Mars）
- マーダ（Mada）（マーダ・アブデルハミド）
- マック・マイルズ（Mac Miles）
- マット・マーテル（Matt Martel）（シェーン・マシューズ、マシュー・リー）
- マルコーム・ビヴェンス（Malcolm Bivens）（ストークリー・ハサウェイ）
- マルコス・ゴメス（Marcos Gomes）
- ミスター・ブロンソン（Mr. Bronson）（デミトリアス・ブロンソン）
- ミン（Ming）
- メモ・モンテネグロ（Memo Montenegro）
- モハメド・ファヒム（Mohamed Fahim）
- ユリエル・イーリー（Uriel Ealy）
- リカルド・ミラー（Ricardo Miller）
- リッチー・スティムボート（Richie Steamboat）（リッキー・スティムボート・ジュニア）
- リップ・ファウラー（Rip Fowler）（ザック・ダイアモンド、ザック・ギブソン）
- ルーサー・ワード（Luther Ward）
- ルイス・フォンテーヌ（Louis Fontaine）
- レオ・ガオ（Leo Gao）
- レオン・ラフ（Leon Ruff）
- ロッキー（Rocky）
- ロデリック・ストロング（Roderick Strong）

### 女子選手
- アビー・レイス（Abbey Laith）（キンバー・リー）
- アマリ・ミラー（Amari Miller）（カムロン・クレイ）
- アレア・ジェームス（Aleah James）
- アンヤ（Anya）
- ヴァネッサ・ボーン（Vanessa Borne）（ダニエル・カーメラ）
- ヴァレンティーナ・フェロス（Valentina Feroz）（リタ・レイス）
- エリカ・ヤン（Erica Yan）
- オードリー・マリー（Audrey Marie）
- カタリーナ・コルテス（Katrina Cortez）（カタリーナ・ガルシア、カタリーナ、カロリーナ、ジェシー、ジェシー・ディーヴァ・デル・リング）
- カビータ・デヴィ（Kavita Devi）
- ケーリー・ターナー（Caylee Turner）
- ケンダール・スカイ（Kendall Skye）
- ザーラ・シュレイバー（Zahra Schreiber）
- サラ・リー（Sara Lee）
- サンジャナ・ジョージ（Sanjana George）
- サンタナ・ギャレット（Santana Garrett）
- ジェサミン・デューク（Jessamyn Duke）
- シャディア・ブセイソ（Shadia Bseiso）
- サライ（Sarray）（Sareee）
- シャラ（Shara）（サラ・バックマン）
- ゼーダ（Zeda）
- スローン・ジェイコブス（Sloane Jacobs）（アメリア・ハー、ノートリアス・ミミ）
- セイジ・ベケット（Sage Beckett）（マリーケイト、ロージー・ロッタラブ、アンドレア）
- ソフィア・コルテス（Sofia Cortez）
- タイナーラ・コンティ（Taynara Conti）
- ダニ・ジャクソン（Dani Jackson）
- デオーナ・パラッツォ（Deonna Purrazzo）
- デヴィン・テイラー（Devin Taylor）
- ペルシャ・ピロッタ（Persia Pirotta）（ステフ・デ・ランダー）
- ベロニカ・レイン（Veronica Lane）
- マリナ・シャフィール（Marina Shafir）
- マンディ・ローズ（Mandy Rose）
- モニーク・ジェンキンス（Monique Jenkins）（MJジェンキンス）
- ユリサ・レオン（Yulisa Leon）
- ラクエル・ディアス（Raquel Diaz）（シャウル・ゲレロ）
- レイチェル・エラリング（Rachael Ellering）
- レイチェル・セントクレア（Rachelle St.Claire）